# Comtat de Cavan
El comtat de Cavan (gaèlic irlandès An Cabhán) és un comtat de la província d'Ulster (República d'Irlanda). Fou creat per Elisabet I d'Anglaterra. Limita amb els comtats de Monaghan, Leitrim, Longford, Math, Westmeath a la República d'Irlanda, i el comtat de Fermanagh a Irlanda del Nord. El seu lema és Feardhacht is Fírinne (Masculinitat i veritat).

## Baronies
Hi ha vuit baronies històriques al comtat. Tot i que són unitats definides oficialment, no tenen cap funció administrativa. El seu estatut oficial ve definit per la Placename orders de 2003.
- Castlerahan (Caisleán Raithin)
- Clankee (Clann Chaoich)
- Clanmahon (Clann Mhathúna)
- Loughtee Lower (Lucht Tí Íochtarach)
- Loughtee Upper (Lucht Tí Uachtarach)
- Tullygarvey (Teallach Ghairbhíth)
- Tullyhunco (Teallach Dhúnchadha) - vegeu Killeshandra
- Tullyhaw (Teallach Eathach)

## Govern local
Cavan es divideix en quatre àrees electorals locals: Bailieborough, Ballyjamesduff, Belturbet i Cavan. Hi ha tres consells municipals: Cavan, Belturbet i Cootehill. Les eleccions locals de 2009 van recollir una participació del 64,48%, la més alta a Belturbet (70%).
| Partits | Partits         | Escons | % de vots |
| ------- | --------------- | ------ | --------- |
|         | Fine Gael       | 13     | 45,3%     |
|         | Fianna Fáil     | 8      | 34,5%     |
|         | Sinn Féin       | 4      | 12%       |
|         | Labour Party    | 0      | 2,4%      |
|         | Comhaontas Glas | 0      | 0,5%      |
|         | Independent     | 0      | 5,3%      |

## Ciutats i viles
| - Arvagh - Bailieborough - Ballinagh - Ballyconnell - Ballyhaise - Ballyjamesduff - Ballymagauran | - Bawnboy - Belturbet - Blacklion - Butlersbridge - Cavan - Cootehill - Crossdoney | - Dowra - Glangevlin - Kilcogy - Killeshandra - Kilnaleck - Kingscourt - Lough Gowna | - Mullagh - Mountnugent - Redhill - Shercock - Stradone - Swanlinbar - Virginia |